# Шофьор
Вижте пояснителната страница за други значения на Водач.
Водач, наричан още шофьор, в транспорта се нарича човекът, който управлява превозно средство.
Съществуват както професионални шофьори, така и шофьори-любители. За да управляват превозно средство, се изисква от водачите да имат писмено разрешение – шофьорска карта или друг вид свидетелство за правоуправление.
Водачът на МПС управлява моторно превозно средство, например лек автомобил, такси, автобус и др.